# Diakonie Krabčice
Diakonie ČCE – středisko v Krabčicích (Domov odpočinku ve stáří v Krabčicích) v okrese Litoměřice v Ústeckém kraji je jedním ze středisek Diakonie Českobratrské církve evangelické. Řadí se mezi jedna z nejstarších středisek. Zaměřuje se na poskytování zejména sociálních služeb pro seniory.

## Historie
Počátky vzniku společnosti pomáhající potřebným jsou v Krabčicích spojeny s osobou evangelického faráře Václava Šuberta. Ten se rozhodl v roce 1865 vybudovat místní opatrovnu pro děti a později ji rozšířit o vlastní školu. Škola byla otevřena 1. listopadu 1866 a několik let fungovala spolu s opatrovnou. Nevyhovující podmínky ve staré budově ústavu začal řešit Šubert výstavbou nové budovy, financované především z darů americké misie. Ústav se rozrůstal a počet chovanek vzrostl do roku 1897 na 700. Během první světové války byl ústav uzavřen, poté začal sloužit opět ke svému účelu. V době druhé světové války sloužil jako gymnázium berlínských studentek. Po válce církev rozhodla pro vybudování Domova odpočinku ve stáří. Slavnostní otevření proběhlo 21. září 1952, ale v roce 1959 byl Domov církvi odebrán. Zpět navrácen byl církvi v roce 1991, prošel rekonstrukcí a opět začal poskytovat služby pro potřebné.

## Poskytované služby
Středisko poskytuje služby pro seniory se sníženou mírou soběstačnosti a seniorům s různými typy demence. V roce 2018 provozuje dvě sociální služby registrované dle zákona – domov pro seniory a domov se zvláštním režimem.

## Galerie

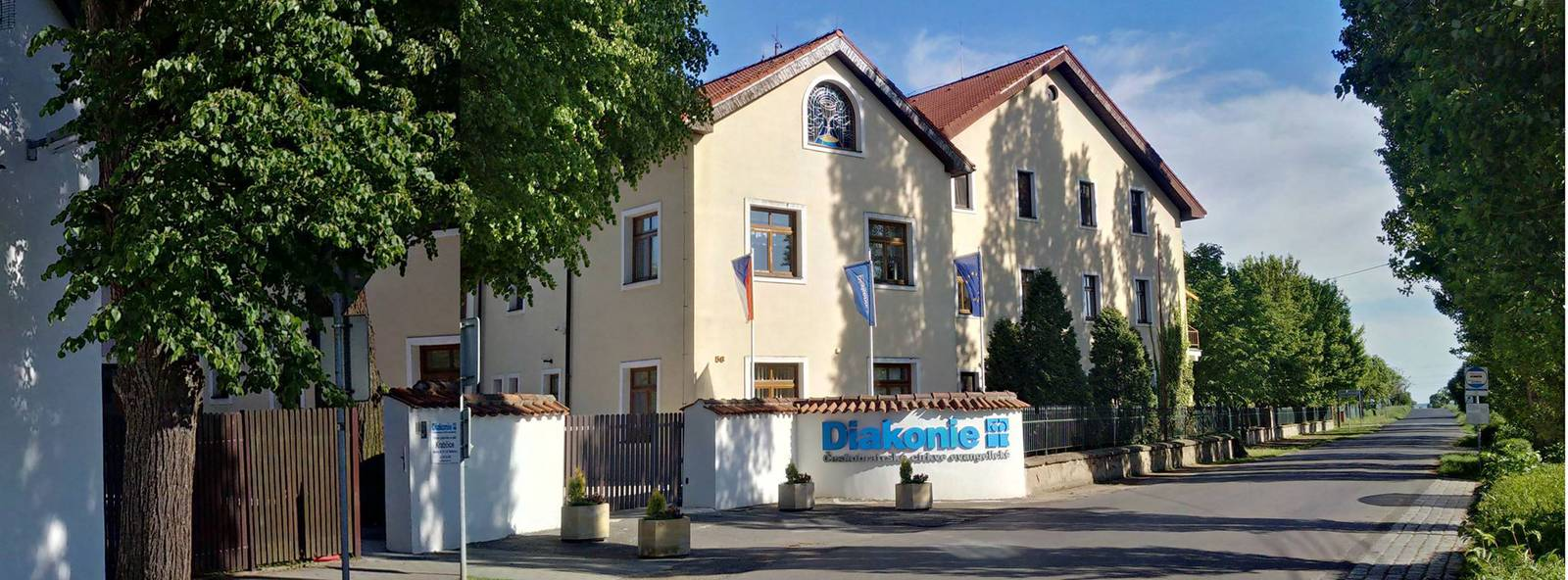
Současná podoba Diakonie v Krabčicích
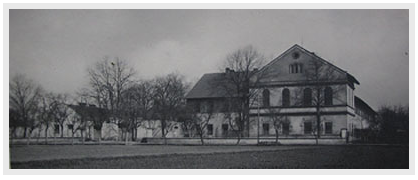
Diakonie Krabčice
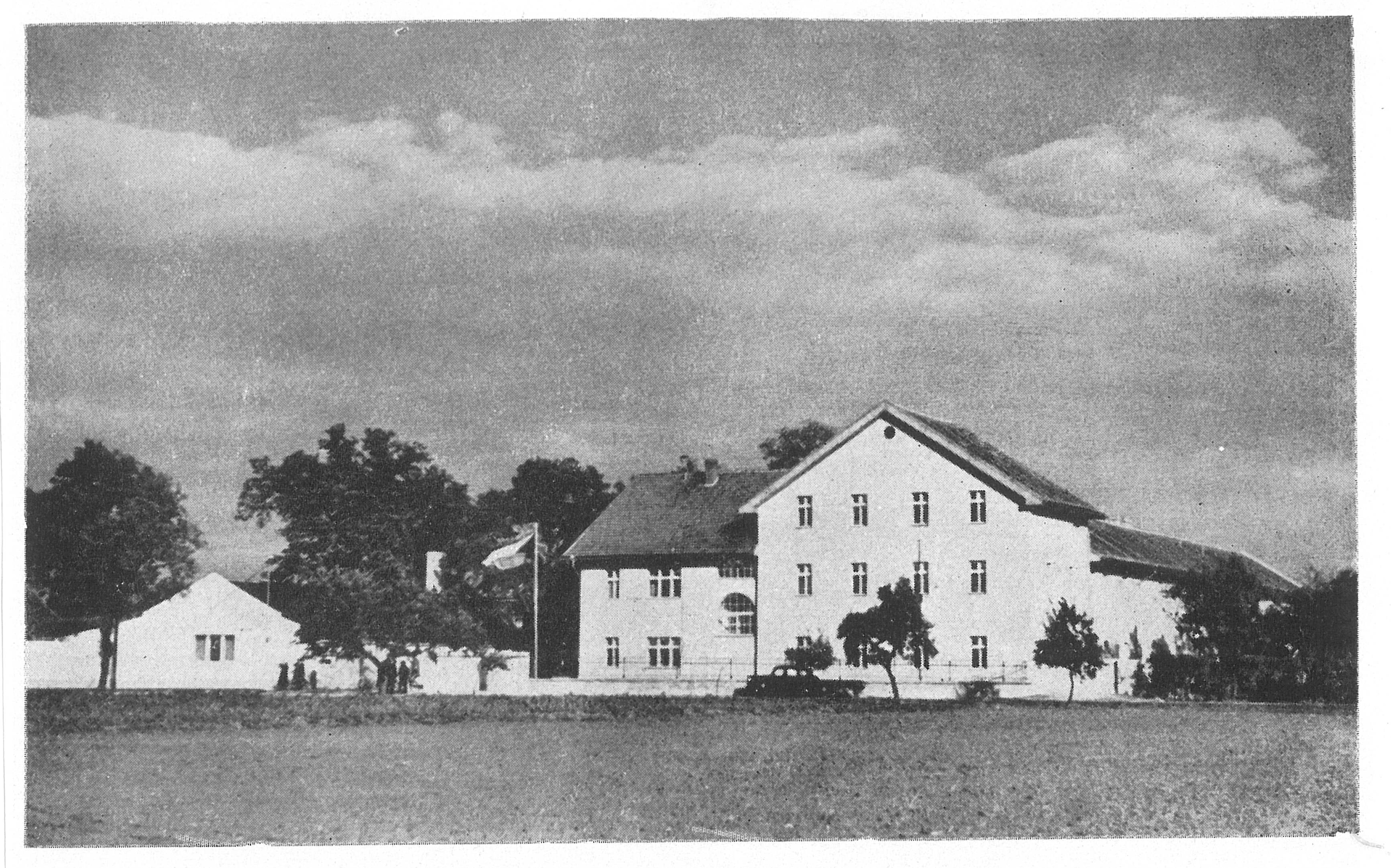
Diakonie Krabčice 1952